# إيرني هاريس
إيرني هاريس (بالإنجليزية: Ernie Harris)‏ (24 أبريل 1919 في المملكة المتحدة - 4 ديسمبر 1996) هو لاعب كريكت بريطاني. لعب مع نادي مقاطعة غلاموركن للكريكت ‏.